# Radoviș

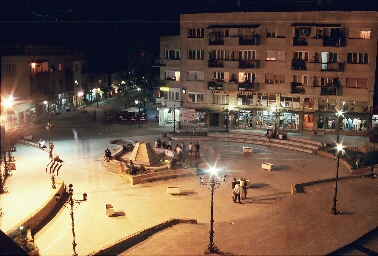
Radoviš

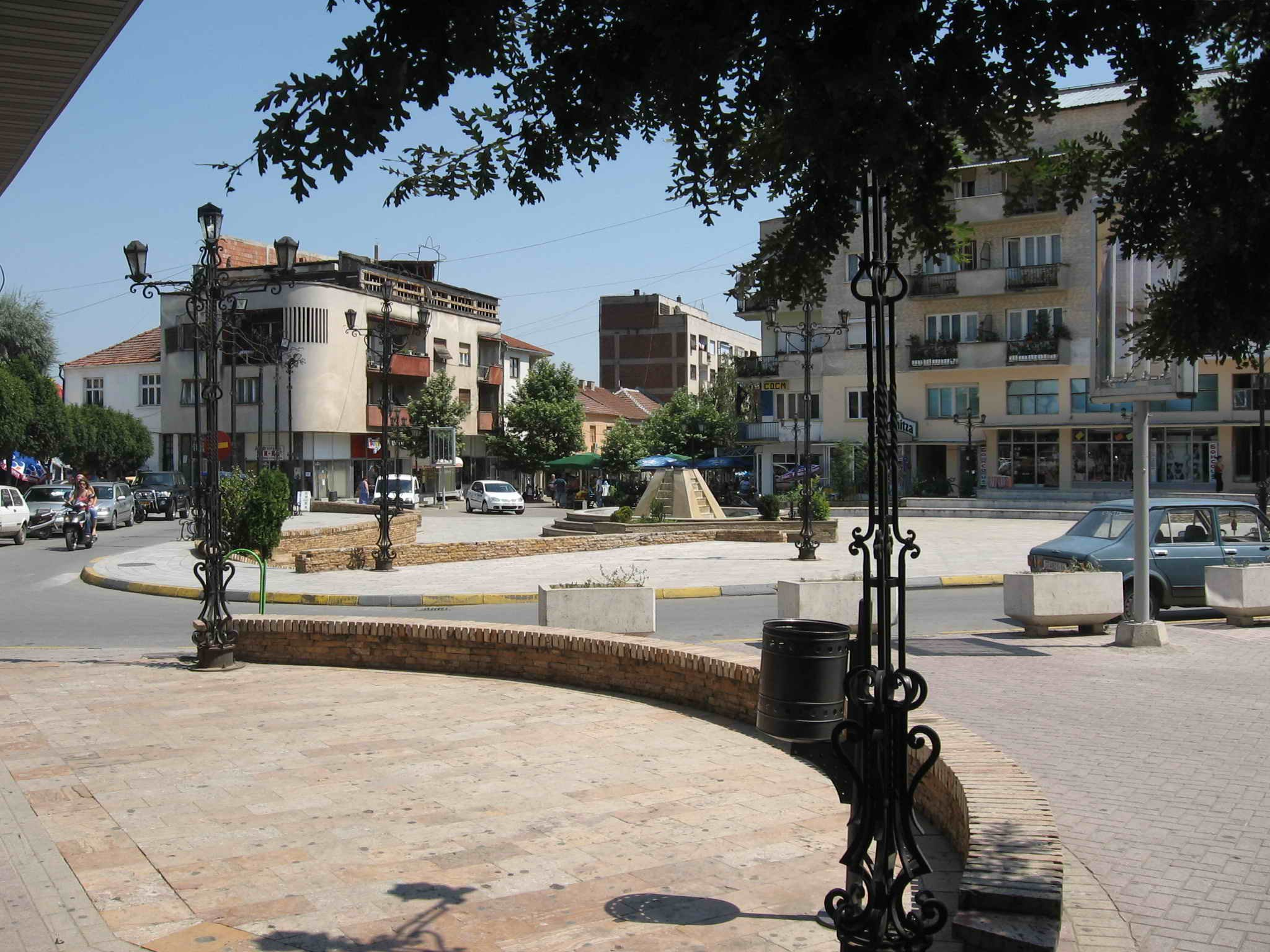
Radoviš

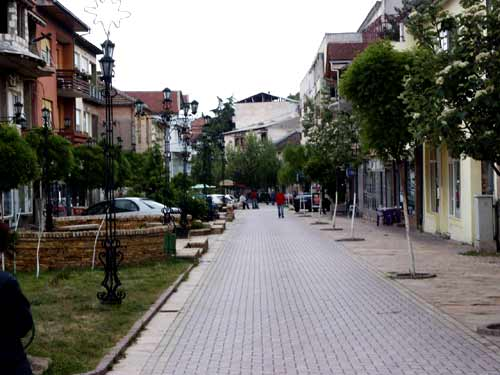
Radoviš

Radoviș (în macedoneană Радовиш este un oraș din Republica Macedonia.